# SPID.Tsentr
Le Fonds SPID.Tsentr (en russe : СПИД.Центр, traduction littérale SIDA.Centre), de son nom complet Fonds d'aide aux personnes vivant avec le VIH SPID.Tsentr, est une organisation à but non lucratif créée par le journaliste et présentateur de télévision russe Anton Krassovski et la cheffe du service de consultations externes du Centre de prévention et de lutte contre le SIDA de l'oblast de Moscou, Elena Orlova-Morozova. L'objectif du fonds est d'aider les personnes vivant avec le VIH et de lutter contre la discrimination.

## Historique
En 2014, Anton Krassovski aide au lancement  de la campagne « Une nouvelle génération sans VIH », («Новое поколение без ВИЧ») du Centre de prévention et de lutte contre le sida et les maladies infectieuses de l'oblast de Moscou, qui incite à faire le test pour le VIH. Les présentateurs de télévision Andreï Malakhov et Oksana Pouchkina, les acteurs Elizaveta Boïarskaïa, Arthur Smolianinov, Anatoli Bely, Daria Melnikova, Polina Koutepova, Ioulia Sniguir, Alisa Khazanova et le chanteur Dmitri Bikbaïev participent à cette campagne.
En février 2015, le site internet spid.center est créé. Il a initialement pour but d'attirer l'attention sur les problèmes des personnes séropositives suivies par le centre sida de l'oblast de Moscou, mais devient plus tard un projet d'information et de communication sur VIH, destiné à un large public,.
En novembre 2015, la campagne « N'aies pas peur, nous sommes avec toi » (« Не бойся, мы с тобой ») est lancée en soutien aux personnes vivant avec le VIH. La famille du chanteur et ancien membre du groupe Tchaï Vdvoyom, Stanislav Kostiouchkine y participe. Elle est prolongée par le projet « N'aies pas peur » (« Не бойся »), une initiative conjointe de SPID.Tsentr et de chaine de télévision Dojd, lancée le 1er mars 2016.
Le Fonds d'aide aux personnes vivant avec le VIH SPID.Tsentr est créé en juillet 2016 par Anton Krassovski et la cheffe du service de consultations externes du Centre de prévention et de lutte contre le SIDA de l'oblast de Moscou, Elena Orlova-Morozova. Le Fonds a parmi ses objectifs l'aide aux personnes séropositives et l'information de la population sur le VIH et le SIDA. Il reçoit en septembre, le prix Snob « Fait en Russie - 2016 » (« Сделано в России — 2016 ») après avoir été nommé dans la catégorie projet social.
La collaboration entre SPID.Tsentr et Dojd se poursuit en septembre 2016 dans le cadre du projet « Mon histoire avec le VIH » (« Моя ВИЧ-история »), une série de vidéos dans lesquelles des personnes exposent les conditions dans lesquelles elles ont aprris leur séropositivité. Le 1er décembre 2016, le Centre de lutte contre le sida de l'oblast lance une campagne de « N'aies pas peur de parler et de vivre » (« Не бойся говорить и жить »), qui raconte la vie des personnes séropositives. Des publicités pour la télévision sont réalisées avec le soutien de SPID.Tsentr.
En février 2017, le Fonds ouvre des locaux dans l'espace ArtPlay de la Nizhniaïa Syromiatnitcheskaïa ulitsa. Ils sont également utilisés comme espace public et lieu pour des conférences, des séminaires juridiques, des réunions, des activités des groupes de soutien et divers événements. Ainsi, en 2017, à l'occasion de la Journée mondiale du sida, célébrée le 1er décembre, l'exposition de photos « Des braves »  et une semaine de dépistage rapide gratuit du VIH y sont organisées,,,.
En décembre 2017, Anton Krassovski, dans une interview à Zag, déclare qu'il est séropositif depuis 2011.
En avril 2019, SPID.Tsentr ouvre une antenne à Nijni Novgorod.

## Conseil de fondation
Le conseil d’administration du Fonds est composé de six personnes : 
- Aleksander Pronine, médecin-chef du Centre de prévention et de lutte contre le SIDA de l'oblast de Moscou, candidat en sciences médicales ;
- Oksana Pouchkina, journaliste, députée de la Douma d'État (VIIe mandature), vice-présidente de la commission de la famille, des femmes et des enfants;
- Konstantin Dobrynine, secrétaire général de la Chambre fédérale des avocats, associé principal Pen & Paper ;
- Pavel Lobkov, journaliste, animateur d'émissions à Dojd, candidat en sciences biologiques ;
- Grigori Kaminski, docteur en sciences médicales ;
- Evguenia Joukova, chef du département d'épidémiologie du Centre de prévention et de lutte contre le SIDA de l'oblast de Moscou.